# Elia Caprile
Elia Caprile (Verona, 25 agosto 2001) è un calciatore italiano, portiere del Cagliari.

## Biografia
Nato a Verona, è cresciuto nel comune di San Zeno di Montagna. Caprile è di origini napoletane da parte di padre.

## Caratteristiche tecniche
Di ruolo portiere, dispone di grande forza mentale e fisica. Sicuro e agile tra i pali, sa farsi valere nell’area di rigore, in cui è reattivo sia nelle uscite alte che in quelle basse. Dispone anche di una buona tecnica di base e visione di gioco, con cui riesce a essere utile alla squadra sia in fase di disimpegno che di impostazione.

## Carriera

### Club

#### Gli inizi
Caprile inizia a giocare nella scuola calcio del Cadore, prima di entrare a far parte del settore giovanile del Chievo nel 2009. Dopo aver fatto tutta la trafila del settore giovanile dei veneti, viene promosso in prima squadra nell'estate del 2018, ma non riesce mai ad esordire fra i professionisti in maglia giallo-blu.

#### Leeds, prestito alla Pro Patria
Dopo aver ricevuto due offerte da parte di Norwich City e Leeds Utd, il 21 gennaio 2020 Caprile si trasferisce a titolo definitivo in quest'ultimo club, nella Championship inglese, firmando un contratto da professionista valido fino al giugno 2023. Durante il suo periodo nello Yorkshire, il portiere gioca principalmente per la formazione Under-23, pur allenandosi regolarmente e ricevendo diverse convocazioni con la prima squadra, guidata da Marcelo Bielsa. Nella sua prima stagione al Leeds, il portiere contribuisce da riserva alla vittoria del campionato e al conseguente ritorno in Premier League degli Whites. Nell'annata seguente, invece, partecipa alla vittoria della Premier League 2 Division 2 da parte della squadra Under-23.
Il 7 agosto 2021 passa in prestito annuale alla Pro Patria, militante in Serie C. Debutta tra i professionisti il 29 agosto successivo, giocando da titolare la partita di campionato contro l'AlbinoLeffe. Durante la stagione, il portiere mantiene la porta inviolata in 12 occasioni, aiutando di fatto la squadra a raggiungere il secondo turno dei play-off, in cui i bustocchi perdono però l'accesso alla fase nazionale per mano della Triestina.

#### Bari
Il 13 luglio 2022 passa a titolo definitivo al Bari, club neopromosso in Serie B, con cui firma un contratto triennale. Il 29 agosto seguente, para un rigore a Marco Olivieri nel successo per 3-1 in casa del Perugia. Nella sua prima e unica stagione in Puglia, Caprile è uno dei protagonisti del sorprendente campionato dei galletti, capaci di raggiungere la doppia finale dei play-off contro il Cagliari, poi persa nei minuti di recupero.

#### Napoli e prestito all'Empoli
Il 24 luglio 2023 viene acquistato a titolo definitivo dal Napoli, in Serie A, con cui sottoscrive un contratto quinquennale; contestualmente, la società partenopea lo cede in prestito annuale all'Empoli, sempre nella massima serie. Debutta con la formazione toscana il 12 agosto seguente, nella partita dei trentaduesimi di finale di Coppa Italia contro il Cittadella, persa per 2-1. Una settimana dopo, esordisce anche in massima serie, disputando da titolare l'incontro con il Verona, perso 1-0. Il 30 dicembre dello stesso anno, para un rigore a Nicolas Viola e mantiene la porta inviolata nel pareggio a reti bianche in campionato in casa del Cagliari.
A fine stagione torna al Napoli, ricoprendo il ruolo di secondo portiere dietro Alex Meret. Debutta con i partenopei il 21 settembre 2024, in occasione del pareggio per 0-0 sul campo della Juventus, subentrando al 36' del primo tempo all'infortunato titolare.

#### Cagliari
Il 7 gennaio 2025 viene ceduto al Cagliari in prestito gratuito, con diritto di riscatto fissato a 8 milioni di euro. Esordisce con i rossoblù quattro giorni più tardi, nel pareggio esterno per 1-1 a San Siro contro il Milan. Il 24 giugno 2025, dopo avere contribuito al raggiungimento della salvezza dei rossoblù (tenendo per cinque volte la rete inviolata), viene ufficialmente riscattato dal club sardo.

### Nazionale
Dopo aver rappresentato la nazionale under-18 italiana nel 2019, nel settembre del 2022 Caprile riceve la sua prima convocazione con la nazionale under-21, guidata da Paolo Nicolato, in vista delle amichevoli contro Inghilterra e Giappone. Fa quindi il suo esordio da titolare nel secondo incontro, disputatosi il 26 settembre 2022 e terminato sull'1-1.
Nel giugno 2023, viene incluso nella lista dei convocati per l'Europeo Under-21, organizzato in Georgia e Romania, dove gli Azzurrini vengono eliminati nella fase a gironi.

## Statistiche

### Presenze e reti nei club
Statistiche aggiornate al 16 agosto 2025.
| Stagione        | Squadra         | Campionato      | Campionato | Campionato | Coppe nazionali | Coppe nazionali | Coppe nazionali | Coppe continentali | Coppe continentali | Coppe continentali | Altre coppe | Altre coppe | Altre coppe | Totale | Totale |
| Stagione        | Squadra         | Comp            | Pres       | Reti       | Comp            | Pres            | Reti            | Comp               | Pres               | Reti               | Comp        | Pres        | Reti        | Pres   | Reti   |
| --------------- | --------------- | --------------- | ---------- | ---------- | --------------- | --------------- | --------------- | ------------------ | ------------------ | ------------------ | ----------- | ----------- | ----------- | ------ | ------ |
| 2021-2022       | Pro Patria      | C               | 36+2       | -41 + -2   | CI-C            | 1               | -3              | -                  | -                  | -                  | -           | -           | -           | 39     | -46    |
| 2022-2023       | Bari            | B               | 37+4       | -33 + -3   | CI              | 2               | -1              | -                  | -                  | -                  | -           | -           | -           | 43     | -37    |
| 2023-2024       | Empoli          | A               | 23         | -27        | CI              | 1               | -2              | -                  | -                  | -                  | -           | -           | -           | 24     | -29    |
| 2024-gen. 2025  | Napoli          | A               | 4          | -1         | CI              | 2               | -3              | -                  | -                  | -                  | -           | -           | -           | 6      | -4     |
| gen.-giu. 2025  | Cagliari        | A               | 18         | -22        | CI              | -               | -               | -                  | -                  | -                  | -           | -           | -           | 18     | -22    |
| 2025-2026       | Cagliari        | A               | -          | -          | CI              | 1               | -1              | -                  | -                  | -                  | -           | -           | -           | 1      | -1     |
| Totale Cagliari | Totale Cagliari | Totale Cagliari | 18         | -22        |                 | 1               | -1              |                    | -                  | -                  |             | -           | -           | 19     | -23    |
| Totale carriera | Totale carriera | Totale carriera | 124        | -129       |                 | 7               | -10             |                    | -                  | -                  |             | -           | -           | 131    | -139   |

### Cronologia presenze e reti in nazionale
| Cronologia completa delle presenze e delle reti in nazionale ― Italia under 18 | Cronologia completa delle presenze e delle reti in nazionale ― Italia under 18 | Cronologia completa delle presenze e delle reti in nazionale ― Italia under 18 | Cronologia completa delle presenze e delle reti in nazionale ― Italia under 18 | Cronologia completa delle presenze e delle reti in nazionale ― Italia under 18 | Cronologia completa delle presenze e delle reti in nazionale ― Italia under 18 | Cronologia completa delle presenze e delle reti in nazionale ― Italia under 18 | Cronologia completa delle presenze e delle reti in nazionale ― Italia under 18 |
| Data                                                                           | Città                                                                          | In casa                                                                        | Risultato                                                                      | Ospiti                                                                         | Competizione                                                                   | Reti                                                                           | Note                                                                           |
| ------------------------------------------------------------------------------ | ------------------------------------------------------------------------------ | ------------------------------------------------------------------------------ | ------------------------------------------------------------------------------ | ------------------------------------------------------------------------------ | ------------------------------------------------------------------------------ | ------------------------------------------------------------------------------ | ------------------------------------------------------------------------------ |
| 20-02-2019                                                                     | Clairefontaine-en-Yvelines                                                     | Francia under 18                                                               | 3 – 0                                                                          | Italia under 18                                                                | Amichevole                                                                     | -3                                                                             | 46’                                                                            |
| Totale                                                                         |                                                                                | Presenze                                                                       | 1                                                                              |                                                                                | Reti                                                                           | -3                                                                             |                                                                                |

| Cronologia completa delle presenze e delle reti in nazionale ― Italia under 21 | Cronologia completa delle presenze e delle reti in nazionale ― Italia under 21 | Cronologia completa delle presenze e delle reti in nazionale ― Italia under 21 | Cronologia completa delle presenze e delle reti in nazionale ― Italia under 21 | Cronologia completa delle presenze e delle reti in nazionale ― Italia under 21 | Cronologia completa delle presenze e delle reti in nazionale ― Italia under 21 | Cronologia completa delle presenze e delle reti in nazionale ― Italia under 21 | Cronologia completa delle presenze e delle reti in nazionale ― Italia under 21 |
| Data                                                                           | Città                                                                          | In casa                                                                        | Risultato                                                                      | Ospiti                                                                         | Competizione                                                                   | Reti                                                                           | Note                                                                           |
| ------------------------------------------------------------------------------ | ------------------------------------------------------------------------------ | ------------------------------------------------------------------------------ | ------------------------------------------------------------------------------ | ------------------------------------------------------------------------------ | ------------------------------------------------------------------------------ | ------------------------------------------------------------------------------ | ------------------------------------------------------------------------------ |
| 26-9-2022                                                                      | Castel di Sangro                                                               | Italia under 21                                                                | 1 – 1                                                                          | Giappone under 21                                                              | Amichevole                                                                     | -1                                                                             |                                                                                |
| 24-3-2023                                                                      | Bačka Topola                                                                   | Serbia under 21                                                                | 0 – 2                                                                          | Italia under 21                                                                | Amichevole                                                                     | -                                                                              | 87’                                                                            |
| Totale                                                                         |                                                                                | Presenze                                                                       | 2                                                                              |                                                                                | Reti                                                                           | -1                                                                             |                                                                                |